# Associação VACTERL
A associação ou síndrome de VACTERL (VATER) é uma associação não-aleatória de defeitos congênitos. Embora todos esses defeitos estejam ligados, ainda é desconhecido o gene ou o grupo de genes que causam essas malformações de nascença, razão para se chamar essa desordem, preferencialmente, de "associação", ao invés de "síndrome".
As causas dessa associação são discutidas. A associação VACTERL pode estar ligada a outras condições semelhantes, como a Síndrome de Klippel-Feil ou de Goldenhar, inclusive a cruzamentos de condições.
Problemas genéticos ou cromossômicos não específicos têm sido identificados na associação VACTERL, a qual pode ser vista com alguns defeitos cromossômicos, como a trissomia do 18, e, mais frequentemente, em filhos de mães diabéticas. A associação VACTERL, contudo, é mais provavelmente causada por múltiplos fatores.
A associação VACTERL refere-se, especificamente, às anormalidades nas estruturas derivadas do mesoderma embrionário.

## Características
- V - Anomalias da coluna vertebral (Vertebral anomalies)[6]
- A - Atresia anal (Anal atresia)[6]
- C - Anomalias cardiovasculares (Cardiovascular anomalies)[6]
- T - Fístula traqueoesofágica (Tracheoesophageal fistula)[6]
- E - Atresia esofágica (Esophageal atresia)[6]
- R - Anomalias renais e/ou anomalias do rádio (Renal and/or radial anomalies)[6]
- L - Defeitos nos membros (Limb defects)[6]